# Sorokoteajînți, Nemîriv
Sorokoteajînți (în ucraineană Сорокотяжинці) este un sat în comuna Krîkivți din raionul Nemîriv, regiunea Vinnița, Ucraina.

## Demografie
Componența lingvistică a localității Sorokoteajînți
     Ucraineană (99,53%)
     Alte limbi (0,47%)
Conform recensământului din 2001, majoritatea populației localității Sorokoteajînți era vorbitoare de ucraineană (99,53%), existând în minoritate și vorbitori de alte limbi.